# Liste des députés de la XIVe législature de l'Assemblée nationale du Pakistan
Cette liste présente les membres de l'Assemblée nationale du Pakistan élus lors des élections législatives du 11 mai 2013.

## Liste
| Région                         | Circonscription                               | Nom                                          | Parti                                        | Parti                                        | Prise de fonction                            | Lien                                         |                                              |
| ------------------------------ | --------------------------------------------- | -------------------------------------------- | -------------------------------------------- | -------------------------------------------- | -------------------------------------------- | -------------------------------------------- | -------------------------------------------- |
| Khyber Pakhtunkhwa             | Circonscription NA-1 (Peshawar-I)             | Ghulam Ahmad Bilour                          |                                              | ANP                                          | 30 août 2013                                 | Fiche                                        | M                                            |
| Khyber Pakhtunkhwa             | Circonscription NA-2 (Peshawar-II)            | Hamid-ul-Haq Khalil                          |                                              | PTI                                          | 1er juin 2013                                | Fiche                                        | M                                            |
| Khyber Pakhtunkhwa             | Circonscription NA-3 (Peshawar-III)           | Sajid Nawaz                                  |                                              | PTI                                          | 1er juin 2013                                | Fiche                                        | M                                            |
| Khyber Pakhtunkhwa             | Circonscription NA-4 (Peshawar-IV)            | Gulzar Khan                                  |                                              | PTI                                          | 1er juin 2013                                | Fiche                                        | M                                            |
| Khyber Pakhtunkhwa             | Circonscription NA-5 (Nowshera-I)             | Imran Khattak                                |                                              | PTI                                          | 23 septembre 2013                            | Fiche                                        | M                                            |
| Khyber Pakhtunkhwa             | Circonscription NA-6 (Nowshera-II)            | Siraj Muhammad Khan                          |                                              | PTI                                          | 1er juin 2013                                | Fiche                                        | M                                            |
| Khyber Pakhtunkhwa             | Circonscription NA-7 (Charsadda-I)            | Maulana Muhammad Gohar Shah                  |                                              | JUI-F                                        | 1er juin 2013                                | Fiche                                        | M                                            |
| Khyber Pakhtunkhwa             | Circonscription NA-8 (Charsadda-II)           | Aftab Ahmad Khan Sherpao                     |                                              | QWP-S                                        | 1er juin 2013                                | Fiche                                        | M                                            |
| Khyber Pakhtunkhwa             | Circonscription NA-9 (Mardan-I)               | Amir Haider Khan Hoti                        |                                              | ANP                                          | 1er juin 2013                                | Fiche                                        | M                                            |
| Khyber Pakhtunkhwa             | Circonscription NA-10 (Mardan-II)             | Ali Muhammad Khan                            |                                              | PTI                                          | 1er juin 2013                                | Fiche                                        | M                                            |
| Khyber Pakhtunkhwa             | Circonscription NA-11 (Mardan-III)            | Mujahid Ali                                  |                                              | PTI                                          | 1er juin 2013                                | Fiche                                        | M                                            |
| Khyber Pakhtunkhwa             | Circonscription NA-12 (Swabi-I)               | Usman Khan Tarrakai                          |                                              | AJIP                                         | 1er juin 2013                                | Fiche                                        | M                                            |
| Khyber Pakhtunkhwa             | Circonscription NA-13 (Swabi-II)              | Mr Aqibullah                                 |                                              | PTI                                          | 30 août 2013                                 | Fiche                                        | M                                            |
| Khyber Pakhtunkhwa             | Circonscription NA-14 (Kohat)                 | Shehryar Afridi                              |                                              | PTI                                          | 1er juin 2013                                | Fiche                                        | M                                            |
| Khyber Pakhtunkhwa             | Circonscription NA-15 (Karak)                 | Nasir Khan Khattak                           |                                              | PTI                                          | 1er juin 2013                                | Fiche                                        | M                                            |
| Khyber Pakhtunkhwa             | Circonscription NA-16 (Hangu)                 | Haji Khayal Zaman                            |                                              | PTI                                          | 1er juin 2013                                | Fiche                                        | M                                            |
| Khyber Pakhtunkhwa             | Circonscription NA-17 (Abbottabad-I)          | Muhammad Azhar Khan Jadoon                   |                                              | PTI                                          | 1er juin 2013                                | Fiche                                        | M                                            |
| Khyber Pakhtunkhwa             | Circonscription NA-18 (Abbottabad-II)         | Murtaza Javed Abbasi                         |                                              | PML (N)                                      | 1er juin 2013                                | Fiche                                        | M                                            |
| Khyber Pakhtunkhwa             | Circonscription NA-19 (Haripur)               | Omar Ayub Khan                               |                                              | PML (N)                                      | 24 mars 2014                                 | Fiche                                        | M                                            |
| Khyber Pakhtunkhwa             | Circonscription NA-20 (Mansehra-I)            | Sardar Muhammad Yousuf                       |                                              | PML (N)                                      | 1er juin 2013                                | Fiche                                        | M                                            |
| Khyber Pakhtunkhwa             | Circonscription NA-21 (Mansehra-II)           | Muhammad Safdar                              |                                              | PML (N)                                      | 1er juin 2013                                | Fiche                                        | M                                            |
| Khyber Pakhtunkhwa             | Circonscription NA-22 (Battagram)             | Muhammad Yousaf                              |                                              | JUI-F                                        | 1er juin 2013                                | Fiche                                        | M                                            |
| Khyber Pakhtunkhwa             | Circonscription NA-23 (Kohistan)              | Mr Sarzameen                                 |                                              | PML (N)                                      | 1er juin 2013                                | Fiche                                        | M                                            |
| Khyber Pakhtunkhwa             | Circonscription NA-24 (Dera Ismail Khan)      | Fazal-ur-Rehman                              |                                              | JUI-F                                        | 5 juin 2013                                  | Fiche                                        | M                                            |
| Khyber Pakhtunkhwa             | Circonscription NA-25 (Khan-cum-Tank)         | Dawar Khan Kundi                             |                                              | PTI                                          | 25 septembre 2013                            | Fiche                                        | M                                            |
| Khyber Pakhtunkhwa             | Circonscription NA-26 (Bannu)                 | Akram Khan Durrani                           |                                              | JUI-F                                        | 1er juin 2013                                | Fiche                                        | M                                            |
| Khyber Pakhtunkhwa             | Circonscription NA-27 (Lakki Marwat)          | Amirullah Marwat                             |                                              | PTI                                          | 26 septembre 2013                            | Fiche                                        | M                                            |
| Khyber Pakhtunkhwa             | Circonscription NA-28 (Buner)                 | Sher Akbar Khan                              |                                              | JI                                           | 1er juin 2013                                | Fiche                                        | M                                            |
| Khyber Pakhtunkhwa             | Circonscription NA-29 (Swat-I)                | Murad Saeed                                  |                                              | PTI                                          | 1er juin 2013                                | Fiche                                        | M                                            |
| Khyber Pakhtunkhwa             | Circonscription NA-30 (Swat-II)               | Saleem Rehman                                |                                              | PTI                                          | 1er juin 2013                                | Fiche                                        | M                                            |
| Khyber Pakhtunkhwa             | Circonscription NA-31 (Shangla)               | Ibad Ullah                                   |                                              | PML (N)                                      | 1er juin 2013                                | Fiche                                        | M                                            |
| Khyber Pakhtunkhwa             | Circonscription NA-32 (Chitral)               | Iftikhar Ud Din                              |                                              | APML                                         | 1er juin 2013                                | Fiche                                        | M                                            |
| Khyber Pakhtunkhwa             | Circonscription NA-33 (Haut-Dir)              | Sahabzada Tariq Ullah                        |                                              | JI                                           | 1er juin 2013                                | Fiche                                        | M                                            |
| Khyber Pakhtunkhwa             | Circonscription NA-34 (Bas-Dir)               | Sahib Zada Muhammad Yaqub                    |                                              | JI                                           | 1er juin 2013                                | Fiche                                        | M                                            |
| Khyber Pakhtunkhwa             | Circonscription NA-35 (Malakand)              | Junaid Akbar                                 |                                              | PTI                                          | 1er juin 2013                                | Fiche                                        | M                                            |
| FATA                           | Circonscription NA-36 (Régions tribales-I)    | Bilal Rehman                                 |                                              | IND                                          | 1er juin 2013                                | Fiche                                        | M                                            |
| FATA                           | Circonscription NA-37 (Régions tribales-II)   | Sajid Hussain                                |                                              | IND                                          | 1er juin 2013                                | Fiche                                        | M                                            |
| FATA                           | Circonscription NA-38 (Régions tribales-III)  | Aucun en raison de l'insécurité de la région | Aucun en raison de l'insécurité de la région | Aucun en raison de l'insécurité de la région | Aucun en raison de l'insécurité de la région | Aucun en raison de l'insécurité de la région | Aucun en raison de l'insécurité de la région |
| FATA                           | Circonscription NA-39 (Régions tribales-IV)   | Ghazi Gulab Jamali                           |                                              | IND                                          | 1er juin 2013                                | Fiche                                        | M                                            |
| FATA                           | Circonscription NA-40 (Régions tribales-V)    | Muhammad Nazir Khan                          |                                              | PML (N)                                      | 1er juin 2013                                | Fiche                                        | M                                            |
| FATA                           | Circonscription NA-41 (Régions tribales-VI)   | Ghalib Khan                                  |                                              | PML (N)                                      | 1er juin 2013                                | Fiche                                        | M                                            |
| FATA                           | Circonscription NA-42 (Régions tribales-VII)  | Muhammad Jamal Ud Din                        |                                              | JUI-F                                        | 1er juin 2013                                | Fiche                                        | M                                            |
| FATA                           | Circonscription NA-43 (Régions tribales-VIII) | Bismillah Khan                               |                                              | IND                                          | 1er juin 2013                                | Fiche                                        | M                                            |
| FATA                           | Circonscription NA-44 (Régions tribales-IX)   | Shahab Ud Din Khan                           |                                              | PML (N)                                      | 1er juin 2013                                | Fiche                                        | M                                            |
| FATA                           | Circonscription NA-45 (Régions tribales-X)    | Shah Ji Gul Afridi                           |                                              | IND                                          | 1er juin 2013                                | Fiche                                        | M                                            |
| FATA                           | Circonscription NA-46 (Régions tribales-XI)   | Nasir Khan                                   |                                              | IND                                          | 12 juin 2013                                 | Fiche                                        | M                                            |
| FATA                           | Circonscription NA-47 (Régions tribales-XII)  | Qaisar Jamal                                 |                                              | PTI                                          | 1er juin 2013                                | Fiche                                        | M                                            |
| Territoire fédéral d'Islamabad | Circonscription NA-48 (Islamabad-I)           | Asad Umar                                    |                                              | PTI                                          | 16 septembre 2013                            | Fiche                                        | M                                            |
| Territoire fédéral d'Islamabad | Circonscription NA-49 (Islamabad-II)          | Tariq Fazal Chudhary                         |                                              | PML (N)                                      | 1er juin 2013                                | Fiche                                        | M                                            |
| Pendjab                        | Circonscription NA-50 (Rawalpindi-I)          | Shahid Khaqan Abbasi                         |                                              | PML (N)                                      | 1er juin 2013                                | Fiche                                        | M                                            |
| Pendjab                        | Circonscription NA-51 (Rawalpindi-II)         | Muhammad Javed Ikhlas                        |                                              | PML (N)                                      | 1er juin 2013                                | Fiche                                        | M                                            |
| Pendjab                        | Circonscription NA-52 (Rawalpindi-III)        | Nisar Ali Khan                               |                                              | PML (N)                                      | 1er juin 2013                                | Fiche                                        | M                                            |
| Pendjab                        | Circonscription NA-53 (Rawalpindi-IV)         | Ghulam Sarwar Khan                           |                                              | PTI                                          | 1er juin 2013                                | Fiche                                        | M                                            |
| Pendjab                        | Circonscription NA-54 (Rawalpindi-V)          | Malik Abrar Ahmad                            |                                              | PML (N)                                      | 1er juin 2013                                | Fiche                                        | M                                            |
| Pendjab                        | Circonscription NA-55 (Rawalpindi-VI)         | Sheikh Rasheed Ahmad                         |                                              | AML                                          | 1er juin 2013                                | Fiche                                        | M                                            |
| Pendjab                        | Circonscription NA-56 (Rawalpindi-VII)        | Imran Khan                                   |                                              | PTI                                          | 19 juin 2013                                 | Fiche                                        | M                                            |
| Pendjab                        | Circonscription NA-57 (Attock-I)              | Sheikh Aftab Ahmed                           |                                              | PML (N)                                      | 1er juin 2013                                | Fiche                                        | M                                            |
| Pendjab                        | Circonscription NA-58 (Attock-II)             | Malik Atibar Khan                            |                                              | PML (N)                                      | 1er juin 2013                                | Fiche                                        | M                                            |
| Pendjab                        | Circonscription NA-59 (Attock-III)            | Muhammad Zain Elahi                          |                                              | IND                                          | 1er juin 2013                                | Fiche                                        | M                                            |
| Pendjab                        | Circonscription NA-60 (Chakwal-I)             | Major Tahir Iqbal                            |                                              | PML (N)                                      | 1er juin 2013                                | Fiche                                        | M                                            |
| Pendjab                        | Circonscription NA-61 (Chakwal-II)            | Sardar Mumtaz Khan                           |                                              | PML (N)                                      | 1er juin 2013                                | Fiche                                        | M                                            |
| Pendjab                        | Circonscription NA-62 (Jhelum-I)              | Chaudhry Khadim Hussain                      |                                              | PML (N)                                      | 1er juin 2013                                | Fiche                                        | M                                            |
| Pendjab                        | Circonscription NA-63 (Jhelum-II)             | Nawabzadah Iqbal Mehdi Khan                  |                                              | PML (N)                                      | 1er juin 2013                                | Fiche                                        | M                                            |
| Pendjab                        | Circonscription NA-64 (Sargodha-I)            | Shaykh Muhammad Amin al-Hasanat Shah         |                                              | PML (N)                                      | 1er juin 2013                                | Fiche                                        | M                                            |
| Pendjab                        | Circonscription NA-65 (Sargodha-II)           | Mohsin Shahnawaz Ranjha                      |                                              | PML (N)                                      | 1er juin 2013                                | Fiche                                        | M                                            |
| Pendjab                        | Circonscription NA-66 (Sargodha-III)          | Chaudhary Hamid Hameed                       |                                              | PML (N)                                      | 1er juin 2013                                | Fiche                                        | M                                            |
| Pendjab                        | Circonscription NA-67 (Sargodha-IV)           | Zulfiqar Ali Bhatti                          |                                              | PML (N)                                      | 1er juin 2013                                | Fiche                                        | M                                            |
| Pendjab                        | Circonscription NA-68 (Sargodha-V)            | Sardar Muhammad Shafqat Hayat Khan           |                                              | PML (N)                                      | 30 août 2013                                 | Fiche                                        | M                                            |
| Pendjab                        | Circonscription NA-69 (Khushab-I)             | Malik Muhammad Uzair Khan                    |                                              | PML (N)                                      | 27 janvier 2014                              | Fiche                                        | M                                            |
| Pendjab                        | Circonscription NA-70 (Khushab-II)            | Malik Shakir Bashir Awan                     |                                              | PML (N)                                      | 1er juin 2013                                | Fiche                                        | M                                            |
| Pendjab                        | Circonscription NA-71 (Mianwali-I)            | Obaid Ullah Khan                             |                                              | PML (N)                                      | 30 août 2013                                 | Fiche                                        | M                                            |
| Pendjab                        | Circonscription NA-72 (Mianwali-II)           | Amjid Ali Khan                               |                                              | PTI                                          | 1er juin 2013                                | Fiche                                        | M                                            |
| Pendjab                        | Circonscription NA-73 (Bhakkar-I)             | Abdul Majeed Khan                            |                                              | PML (N)                                      | 1er juin 2013                                | Fiche                                        | M                                            |
| Pendjab                        | Circonscription NA-74 (Bhakkar-II)            | Afzal Khan Dhandla                           |                                              | PML (N)                                      | 1er juin 2013                                | Fiche                                        | M                                            |
| Pendjab                        | Circonscription NA-75 (Faisalabad-I)          | Ghulam Rasool Sahi                           |                                              | PML (N)                                      | 1er juin 2013                                | Fiche                                        | M                                            |
| Pendjab                        | Circonscription NA-76 (Faisalabad-II)         | Muhammad Tallal Chaudry                      |                                              | PML (N)                                      | 1er juin 2013                                | Fiche                                        | M                                            |
| Pendjab                        | Circonscription NA-77 (Faisalabad-III)        | Muhammad Asim Nazeer                         |                                              | PML (N)                                      | 1er juin 2013                                | Fiche                                        | M                                            |
| Pendjab                        | Circonscription NA-78 (Faisalabad-IV)         | Rajab Ali Khan Baloch                        |                                              | PML (N)                                      | 1er juin 2013                                | Fiche                                        | M                                            |
| Pendjab                        | Circonscription NA-79 (Faisalabad-V)          | Chaudhary Muhammad Shehbaz Babar             |                                              | PML (N)                                      | 1er juin 2013                                | Fiche                                        | M                                            |
| Pendjab                        | Circonscription NA-80 (Faisalabad-VI)         | Mian Mohammad Farooq                         |                                              | PML (N)                                      | 1er juin 2013                                | Fiche                                        | M                                            |
| Pendjab                        | Circonscription NA-81 (Faisalabad-VII)        | Nisar Ahmad Jatt                             |                                              | PML (N)                                      | 1er juin 2013                                | Fiche                                        | M                                            |
| Pendjab                        | Circonscription NA-82 (Faisalabad-VIII)       | Rana Muhammad Afzal Khan                     |                                              | PML (N)                                      | 1er juin 2013                                | Fiche                                        | M                                            |
| Pendjab                        | Circonscription NA-83 (Faisalabad-IX)         | Mian Abdul Manan                             |                                              | PML (N)                                      | 30 août 2013                                 | Fiche                                        | M                                            |
| Pendjab                        | Circonscription NA-84 (Faisalabad-X)          | Abid Sher Ali                                |                                              | PML (N)                                      | 1er juin 2013                                | Fiche                                        | M                                            |
| Pendjab                        | Circonscription NA-85 (Faisalabad-XI)         | Muhammad Akram Ansari                        |                                              | PML (N)                                      | 1er juin 2013                                | Fiche                                        | M                                            |
| Pendjab                        | Circonscription NA-86 (Jhang-I)               | Qaiser Ahmed Shaikh                          |                                              | PML (N)                                      | 1er juin 2013                                | Fiche                                        | M                                            |
| Pendjab                        | Circonscription NA-87 (Jhang-II)              | Ghulam Muhammad Lali                         |                                              | PML (N)                                      | 1er juin 2013                                | Fiche                                        | M                                            |
| Pendjab                        | Circonscription NA-88 (Jhang-III)             | Ghulam Bibi Bharwana                         |                                              | PML (N)                                      | 1er juin 2013                                | Fiche                                        | F                                            |
| Pendjab                        | Circonscription NA-89 (Jhang-IV)              | Sheikh Muhammad Akram                        |                                              | PML (N)                                      | 1er juin 2013                                | Fiche                                        | M                                            |
| Pendjab                        | Circonscription NA-90 (Jhang-V)               | Sahibzada Muhammad Nazeer Sultan             |                                              | PML (N)                                      | 1er juin 2013                                | Fiche                                        | M                                            |
| Pendjab                        | Circonscription NA-91 (Jhang-VI)              | Najaf Abbas Khan Sial                        |                                              | PML (N)                                      | 1er juin 2013                                | Fiche                                        | M                                            |
| Pendjab                        | Circonscription NA-92 (Toba Tek Singh-I)      | Chaudhry Khalid Javaid Warraich              |                                              | PML (N)                                      | 1er juin 2013                                | Fiche                                        | M                                            |
| Pendjab                        | Circonscription NA-93 (Toba Tek Singh-II)     | Mohammad Junaid Anwar Chaudhry               |                                              | PML (N)                                      | 1er juin 2013                                | Fiche                                        | M                                            |
| Pendjab                        | Circonscription NA-94 (Toba Tek Singh-III)    | Asad Ur Rehman                               |                                              | PML (N)                                      | 1er juin 2013                                | Fiche                                        | M                                            |
| Pendjab                        | Circonscription NA-95 (Gujranwala-I)          | Usman Ibrahim                                |                                              | PML (N)                                      | 1er juin 2013                                | Fiche                                        | M                                            |
| Pendjab                        | Circonscription NA-96 (Gujranwala-II)         | Khurram Dastgir Khan                         |                                              | PML (N)                                      | 1er juin 2013                                | Fiche                                        | M                                            |
| Pendjab                        | Circonscription NA-97 (Gujranwala-III)        | Chauhary Mehmood Bashir                      |                                              | PML (N)                                      | 1er juin 2013                                | Fiche                                        | M                                            |
| Pendjab                        | Circonscription NA-98 (Gujranwala-IV)         | Mian Tariq Mehmood                           |                                              | PML (N)                                      | 1er juin 2013                                | Fiche                                        | M                                            |
| Pendjab                        | Circonscription NA-99 (Gujranwala-V)          | Rana Umar Nazir Khan                         |                                              | PML (N)                                      | 1er juin 2013                                | Fiche                                        | M                                            |
| Pendjab                        | Circonscription NA-100 (Gujranwala-VI)        | Azhar Qayyum Nahra                           |                                              | PML (N)                                      | 1er juin 2013                                | Fiche                                        | M                                            |
| Pendjab                        | Circonscription NA-101 (Gujranwala-VII)       | Justice Iftikhar Ahmed Cheema                |                                              | PML (N)                                      | 1er juin 2013                                | Fiche                                        | M                                            |
| Pendjab                        | Circonscription NA-102 (Hafizabad-I)          | Saira Afzal Tarar                            |                                              | PML (N)                                      | 1er juin 2013                                | Fiche                                        | F                                            |
| Pendjab                        | Circonscription NA-103 (Hafizabad-II)         | Mian Shahid Hussain Khan Bhatti              |                                              | PML (N)                                      | 16 septembre 2013                            | Fiche                                        | M                                            |
| Pendjab                        | Circonscription NA-104 (Gujrat-I)             | Nawabzada Mazher Ali                         |                                              | PML (N)                                      | 1er juin 2013                                | Fiche                                        | M                                            |
| Pendjab                        | Circonscription NA-105 (Gujrat-II)            | Chaudhary Pervez Elahi                       |                                              | PML (Q)                                      | 1er juin 2013                                | Fiche                                        | M                                            |
| Pendjab                        | Circonscription NA-106 (Gujrat-III)           | Jaffar Iqbal                                 |                                              | PML (N)                                      | 1er juin 2013                                | Fiche                                        | M                                            |
| Pendjab                        | Circonscription NA-107 (Gujrat-IV)            | Chaudhry Abid Raza                           |                                              | PML (N)                                      | 1er juin 2013                                | Fiche                                        | M                                            |
| Pendjab                        | Circonscription NA-108 (Mandi Bahauddin-I)    | Muhammad Ijaz Ahmed Chaudhary                |                                              | PML (N)                                      | 1er juin 2013                                | Fiche                                        | M                                            |
| Pendjab                        | Circonscription NA-109 (Mandi Bahauddin-II)   | Nasar Iqbal Bosal                            |                                              | PML (N)                                      | 1er juin 2013                                | Fiche                                        | M                                            |
| Pendjab                        | Circonscription NA-110 (Sialkot-I)            | Khawaja Muhammad Asif                        |                                              | PML (N)                                      | 1er juin 2013                                | Fiche                                        | M                                            |
| Pendjab                        | Circonscription NA-111 (Sialkot-II)           | Chaudry Armaghan Subhan                      |                                              | PML (N)                                      | 1er juin 2013                                | Fiche                                        | M                                            |
| Pendjab                        | Circonscription NA-112 (Sialkot-III)          | Rana Shameem Ahmed Khan                      |                                              | PML (N)                                      | 1er juin 2013                                | Fiche                                        | M                                            |
| Pendjab                        | Circonscription NA-113 (Sialkot-IV)           | Syed Iftkhar Ul Hassan                       |                                              | PML (N)                                      | 1er juin 2013                                | Fiche                                        | M                                            |
| Pendjab                        | Circonscription NA-114 (Sialkot-V)            | Zahid Hamid                                  |                                              | PML (N)                                      | 1er juin 2013                                | Fiche                                        | M                                            |
| Pendjab                        | Circonscription NA-115 (Narowal-I)            | Mian Muhammad Rasheed                        |                                              | PML (N)                                      | 1er juin 2013                                | Fiche                                        | M                                            |
| Pendjab                        | Circonscription NA-116 (Narowal-II)           | Daniyal Aziz                                 |                                              | PML (N)                                      | 1er juin 2013                                | Fiche                                        | M                                            |
| Pendjab                        | Circonscription NA-117 (Narowal-III)          | Ahsan Iqbal                                  |                                              | PML (N)                                      | 1er juin 2013                                | Fiche                                        | M                                            |
| Pendjab                        | Circonscription NA-118 (Lahore-I)             | Muhammad Riaz Malik                          |                                              | PML (N)                                      | 1er juin 2013                                | Fiche                                        | M                                            |
| Pendjab                        | Circonscription NA-119 (Lahore-II)            | Hamza Shahbaz Sharif                         |                                              | PML (N)                                      | 1er juin 2013                                | Fiche                                        | M                                            |
| Pendjab                        | Circonscription NA-120 (Lahore-III)           | Mian Muhammad Nawaz Sharif                   |                                              | PML (N)                                      | 1er juin 2013                                | Fiche                                        | M                                            |
| Pendjab                        | Circonscription NA-121 (Lahore-IV)            | Mehar Ishtiaq Ahmad                          |                                              | PML (N)                                      | 1er juin 2013                                | Fiche                                        | M                                            |
| Pendjab                        | Circonscription NA-122 (Lahore-V)             | Sardar Ayaz Sadiq                            |                                              | PML (N)                                      | 1er juin 2013                                | Fiche                                        | M                                            |
| Pendjab                        | Circonscription NA-123 (Lahore-VI)            | Muhammad Pervaiz Malik                       |                                              | PML (N)                                      | 1er juin 2013                                | Fiche                                        | M                                            |
| Pendjab                        | Circonscription NA-124 (Lahore-VII)           | Sheikh Rohail Asghar                         |                                              | PML (N)                                      | 1er juin 2013                                | Fiche                                        | M                                            |
| Pendjab                        | Circonscription NA-125 (Lahore-VIII)          | Khawaja Saad Rafique                         |                                              | PML (N)                                      | 1er juin 2013                                | Fiche                                        | M                                            |
| Pendjab                        | Circonscription NA-126 (Lahore-IX)            | Shafqat Mahmood                              |                                              | PTI                                          | 1er juin 2013                                | Fiche                                        | M                                            |
| Pendjab                        | Circonscription NA-127 (Lahore-X)             | Waheed Alam Khan                             |                                              | PML (N)                                      | 1er juin 2013                                | Fiche                                        | M                                            |
| Pendjab                        | Circonscription NA-128 (Lahore-XI)            | Malik Muhammad Afzal Khokhar                 |                                              | PML (N)                                      | 1er juin 2013                                | Fiche                                        | M                                            |
| Pendjab                        | Circonscription NA-129 (Lahore-XII)           | Shazia Mubashar                              |                                              | PML (N)                                      | 16 septembre 2013                            | Fiche                                        | F                                            |
| Pendjab                        | Circonscription NA-130 (Lahore-XIII)          | Sohail Shoukat Butt                          |                                              | PML (N)                                      | 1er juin 2013                                | Fiche                                        | M                                            |
| Pendjab                        | Circonscription NA-131 (Shekhupura-I)         | Rana Afzal Hussain                           |                                              | PML (N)                                      | 1er juin 2013                                | Fiche                                        | M                                            |
| Pendjab                        | Circonscription NA-132 (Shekhupura-II)        | Rana Tanveer Hussain                         |                                              | PML (N)                                      | 1er juin 2013                                | Fiche                                        | M                                            |
| Pendjab                        | Circonscription NA-133 (Shekhupura-III)       | Mian Javed Latif                             |                                              | PML (N)                                      | 1er juin 2013                                | Fiche                                        | M                                            |
| Pendjab                        | Circonscription NA-134 (Shekhupura-IV)        | Sardar Muhammad Irfan Dogar                  |                                              | PML (N)                                      | 1er juin 2013                                | Fiche                                        | M                                            |
| Pendjab                        | Circonscription NA-135 (Shekhupura-V)         | Chaudhry Muhammad Barjees Tahir              |                                              | PML (N)                                      | 1er juin 2013                                | Fiche                                        | M                                            |
| Pendjab                        | Circonscription NA-136 (Shekhupura-VI)        | Chaudhry Bilal Ahmed Virk                    |                                              | PML (N)                                      | 1er juin 2013                                | Fiche                                        | M                                            |
| Pendjab                        | Circonscription NA-137 (Shekhupura-VII)       | Rai Mansab Ali Khan                          |                                              | PML (N)                                      | 1er juin 2013                                | Fiche                                        | M                                            |
| Pendjab                        | Circonscription NA-138 (Kasur-I)              | Salman Hanif                                 |                                              | PML (N)                                      | 1er juin 2013                                | Fiche                                        | M                                            |
| Pendjab                        | Circonscription NA-139 (Kasur-II)             | Waseem Akhtar Shaikh                         |                                              | PML (N)                                      | 1er juin 2013                                | Fiche                                        | M                                            |
| Pendjab                        | Circonscription NA-140 (Kasur-III)            | Rasheed Ahmed Khan                           |                                              | PML (N)                                      | 1er juin 2013                                | Fiche                                        | M                                            |
| Pendjab                        | Circonscription NA-141 (Kasur-IV)             | Rana Muhammad Ishaq Khan                     |                                              | PML (N)                                      | 1er juin 2013                                | Fiche                                        | M                                            |
| Pendjab                        | Circonscription NA-142 (Kasur-V)              | Rana Muhammad Hayat Khan                     |                                              | PML (N)                                      | 1er juin 2013                                | Fiche                                        | M                                            |
| Pendjab                        | Circonscription NA-143 (Okara-I)              | Chaudhary Nadeem Abbas                       |                                              | PML (N)                                      | 1er juin 2013                                | Fiche                                        | M                                            |
| Pendjab                        | Circonscription NA-144 (Okara-II)             | Muhammad Arif Ch                             |                                              | PML (N)                                      | 1er juin 2013                                | Fiche                                        | M                                            |
| Pendjab                        | Circonscription NA-145 (Okara-III)            | Syed Muhammad Ashiq Hussain Shah             |                                              | PML (N)                                      | 1er juin 2013                                | Fiche                                        | M                                            |
| Pendjab                        | Circonscription NA-146 (Okara-IV)             | Rao Muhammad Ajmal Khan                      |                                              | PML (N)                                      | 1er juin 2013                                | Fiche                                        | M                                            |
| Pendjab                        | Circonscription NA-147 (Okara-V)              | Muhammad Moeen Wattoo                        |                                              | PML (N)                                      | 1er juin 2013                                | Fiche                                        | M                                            |
| Pendjab                        | Circonscription NA-148 (Multan-I)             | Malik Abdul Ghafar Dogar                     |                                              | PML (N)                                      | 1er juin 2013                                | Fiche                                        | M                                            |
| Pendjab                        | Circonscription NA-149 (Multan-II)            | Makhdoom Muhammad Javaid Hashmi              |                                              | PTI                                          | 1er juin 2013                                | Fiche                                        | M                                            |
| Pendjab                        | Circonscription NA-150 (Multan-III)           | Makhdoom Shah Mehmood Qureshi                |                                              | PTI                                          | 3 juin 2013                                  | Fiche                                        | M                                            |
| Pendjab                        | Circonscription NA-151 (Multan-IV)            | Sikander Hayat Bosan                         |                                              | PML (N)                                      | 1er juin 2013                                | Fiche                                        | M                                            |
| Pendjab                        | Circonscription NA-152 (Multan-V)             | Syed Javed Ali Shah                          |                                              | PML (N)                                      | 1er juin 2013                                | Fiche                                        | M                                            |
| Pendjab                        | Circonscription NA-153 (Multan-VI)            | Dewan Ashiq Hussain Bukhari                  |                                              | PML (N)                                      | 1er juin 2013                                | Fiche                                        | M                                            |
| Pendjab                        | Circonscription NA-154 (Lodhran-I)            | Muhammad Siddique Khan Baloch                |                                              | PML (N)                                      | 1er juin 2013                                | Fiche                                        | M                                            |
| Pendjab                        | Circonscription NA-155 (Lodhran-II)           | Abdul Rehman Khan Kanju                      |                                              | PML (N)                                      | 1er juin 2013                                | Fiche                                        | M                                            |
| Pendjab                        | Circonscription NA-156 (Khanewal-I)           | Mohammad Raza Hayat Hiraj                    |                                              | PML (N)                                      | 1er juin 2013                                | Fiche                                        | M                                            |
| Pendjab                        | Circonscription NA-157 (Khanewal-II)          | Muhammad Khan Daha                           |                                              | PML (N)                                      | 1er juin 2013                                | Fiche                                        | M                                            |
| Pendjab                        | Circonscription NA-158 (Khanewal-III)         | Aslam Bodla                                  |                                              | PML (N)                                      | 1er juin 2013                                | Fiche                                        | M                                            |
| Pendjab                        | Circonscription NA-159 (Khanewal-IV)          | Chaudhry Iftikhar Nazir                      |                                              | PML (N)                                      | 1er juin 2013                                | Fiche                                        | M                                            |
| Pendjab                        | Circonscription NA-160 (Sahiwal-I)            | Syed Imran Ahmed Shah                        |                                              | PML (N)                                      | 1er juin 2013                                | Fiche                                        | M                                            |
| Pendjab                        | Circonscription NA-161 (Sahiwal-II)           | Chaudhary Muhammad Ashraf                    |                                              | PML (N)                                      | 1er juin 2013                                | Fiche                                        | M                                            |
| Pendjab                        | Circonscription NA-162 (Sahiwal-III)          | Rai Hassan Nawaz                             |                                              | PTI                                          | 1er juin 2013                                | Fiche                                        | M                                            |
| Pendjab                        | Circonscription NA-163 (Sahiwal-IV)           | Chaudhry Muhammad Munir Azhar                |                                              | PML (N)                                      | 1er juin 2013                                | Fiche                                        | M                                            |
| Pendjab                        | Circonscription NA-164 (Pakpattan-I)          | Sardar Mansab Ali Dogar                      |                                              | PML (N)                                      | 1er juin 2013                                | Fiche                                        | M                                            |
| Pendjab                        | Circonscription NA-165 (Pakpattan-II)         | Syed Athar Hussain Shah                      |                                              | PML (N)                                      | 1er juin 2013                                | Fiche                                        | M                                            |
| Pendjab                        | Circonscription NA-166 (Pakpattan-III)        | Raza Zahid Hussain                           |                                              | PML (N)                                      | 1er juin 2013                                | Fiche                                        | M                                            |
| Pendjab                        | Circonscription NA-167 (Vehari-I)             | Chauhary Nazir Ahmed Arain                   |                                              | PML (N)                                      | 1er juin 2013                                | Fiche                                        | M                                            |
| Pendjab                        | Circonscription NA-168 (Vehari-II)            | Sajid Mehdi                                  |                                              | PML (N)                                      | 1er juin 2013                                | Fiche                                        | M                                            |
| Pendjab                        | Circonscription NA-169 (Vehari-III)           | Tahir Iqbal Choudhary                        |                                              | PML (N)                                      | 1er juin 2013                                | Fiche                                        | M                                            |
| Pendjab                        | Circonscription NA-170 (Vehari-IV)            | Saeed Ahmed Khan Manais                      |                                              | PML (N)                                      | 1er juin 2013                                | Fiche                                        | M                                            |
| Pendjab                        | Circonscription NA-171 (Dera Ghazi Khan-I)    | Sardar Muhammad Amjad Farooq Khan Khosa      |                                              | PML (N)                                      | 1er juin 2013                                | Fiche                                        | M                                            |
| Pendjab                        | Circonscription NA-172 (Dera Ghazi Khan-II)   | Hafiz Abdul Kareem                           |                                              | PML (N)                                      | 1er juin 2013                                | Fiche                                        | M                                            |
| Pendjab                        | Circonscription NA-173 (Dera Ghazi Khan-III)  | Sardar Awais Ahmad Khan Leghari              |                                              | PML (N)                                      | 1er juin 2013                                | Fiche                                        | M                                            |
| Pendjab                        | Circonscription NA-174 (Rajanpur-I)           | Sardar Muhammad Jaffar Khan Leghari          |                                              | PML (N)                                      | 1er juin 2013                                | Fiche                                        | M                                            |
| Pendjab                        | Circonscription NA-175 (Rajanpur-II)          | Hafeez Ur Rehman Drishak                     |                                              | PML (N)                                      | 1er juin 2013                                | Fiche                                        | M                                            |
| Pendjab                        | Circonscription NA-176 (Muzaffargarh-I)       | Malik Sultan Mehmood Hanjra                  |                                              | PML (N)                                      | 1er juin 2013                                | Fiche                                        | M                                            |
| Pendjab                        | Circonscription NA-177 (Muzaffargarh-II)      | Ghulam Rabbani Khar                          |                                              | PPP                                          | 16 septembre 2013                            | Fiche                                        | M                                            |
| Pendjab                        | Circonscription NA-178 (Muzaffargarh-III)     | Jamshed Ahmad Khan Dasti                     |                                              | IND                                          | 3 juin 2013                                  | Fiche                                        | M                                            |
| Pendjab                        | Circonscription NA-179 (Muzaffargarh-IV)      | Makhdoomzada Basit Bokhari                   |                                              | PML (N)                                      | 1er juin 2013                                | Fiche                                        | M                                            |
| Pendjab                        | Circonscription NA-180 (Muzaffargarh-V)       | Sardar Ashiq Hussain Gopang                  |                                              | PML (N)                                      | 1er juin 2013                                | Fiche                                        | M                                            |
| Pendjab                        | Circonscription NA-181 (Layyah-I)             | Sahibzada Faiz Ul Hassan                     |                                              | PML (N)                                      | 1er juin 2013                                | Fiche                                        | M                                            |
| Pendjab                        | Circonscription NA-182 (Layyah-II)            | Syed Muhammad Saqlain Shah Bukhari           |                                              | PML (N)                                      | 1er juin 2013                                | Fiche                                        | M                                            |
| Pendjab                        | Circonscription NA-183 (Bahawalpur-I)         | Makhdoom Syed Ali Hassan Gillani             |                                              | PML (N)                                      | 1er juin 2013                                | Fiche                                        | M                                            |
| Pendjab                        | Circonscription NA-184 (Bahawalpur-II)        | Mian Najeebuddin Awaisi                      |                                              | PML (N)                                      | 1er juin 2013                                | Fiche                                        | M                                            |
| Pendjab                        | Circonscription NA-185 (Bahawalpur-III)       | Muhammad Baligh Ur Rehman                    |                                              | PML (N)                                      | 1er juin 2013                                | Fiche                                        | M                                            |
| Pendjab                        | Circonscription NA-186 (Bahawalpur-IV)        | Mian Riaz Hussain Peerzada                   |                                              | PML (N)                                      | 1er juin 2013                                | Fiche                                        | M                                            |
| Pendjab                        | Circonscription NA-187 (Bahawalpur-V)         | Tariq Bashir Cheema                          |                                              | PML (N)                                      | 1er juin 2013                                | Fiche                                        | M                                            |
| Pendjab                        | Circonscription NA-188 (Bahawalnagar-I)       | Syed Muhammad Asghar                         |                                              | PML (N)                                      | 1er juin 2013                                | Fiche                                        | M                                            |
| Pendjab                        | Circonscription NA-189 (Bahawalnagar-II)      | Alam Dad Laleka                              |                                              | PML (N)                                      | 1er juin 2013                                | Fiche                                        | M                                            |
| Pendjab                        | Circonscription NA-190 (Bahawalnagar-III)     | Tahir Bashir Cheema                          |                                              | PML (N)                                      | 1er juin 2013                                | Fiche                                        | M                                            |
| Pendjab                        | Circonscription NA-191 (Bahawalnagar-IV)      | Muhammad Ijaz-ul-Haq                         |                                              | PML (Z)                                      | 1er juin 2013                                | Fiche                                        | M                                            |
| Pendjab                        | Circonscription NA-192 (Rahim Yar Khan-I)     | Khwaja Ghulam Rasool Koreja                  |                                              | PPP                                          | 1er juin 2013                                | Fiche                                        | M                                            |
| Pendjab                        | Circonscription NA-193 (Rahim Yar Khan-II)    | Sheikh Fayyaz Ud Din                         |                                              | PML (N)                                      | 1er juin 2013                                | Fiche                                        | M                                            |
| Pendjab                        | Circonscription NA-194 (Rahim Yar Khan-III)   | Makhdum Khusro Bakhtyar                      |                                              | PML (N)                                      | 1er juin 2013                                | Fiche                                        | M                                            |
| Pendjab                        | Circonscription NA-195 (Rahim Yar Khan-IV)    | Makhdoom Syed Mustafa Mehmood                |                                              | PPP                                          | 1er juin 2013                                | Fiche                                        | M                                            |
| Pendjab                        | Circonscription NA-196 (Rahim Yar Khan-V)     | Mian Imtiaz Ahmad                            |                                              | PML (N)                                      | 1er juin 2013                                | Fiche                                        | M                                            |
| Pendjab                        | Circonscription NA-197 (Rahim Yar Khan-VI)    | Muhammad Arshad Khan Laghari                 |                                              | PML (N)                                      | 1er juin 2013                                | Fiche                                        | M                                            |
| Sind                           | Circonscription NA-198 (Sukkur-I)             | Nauman Islam Shaikh                          |                                              | PPP                                          | 1er juin 2013                                | Fiche                                        | M                                            |
| Sind                           | Circonscription NA-199 (Sukkur-II)            | Syed Khursheed Ahmed Shah                    |                                              | PPP                                          | 1er juin 2013                                | Fiche                                        | M                                            |
| Sind                           | Circonscription NA-200 (Ghotki-I)             | Ali Gohar Khan Mahar                         |                                              | PPP                                          | 1er juin 2013                                | Fiche                                        | M                                            |
| Sind                           | Circonscription NA-201 (Ghotki-II)            | Ali Mohammad Mahar                           |                                              | PPP                                          | 1er juin 2013                                | Fiche                                        | M                                            |
| Sind                           | Circonscription NA-202 (Shikarpur-I)          | Aftab Shahban Mirani                         |                                              | PPP                                          | 12 mai 2014                                  | Fiche                                        | M                                            |
| Sind                           | Circonscription NA-203 (Shikarpur-II)         | Ghous Bux Khan Mahar                         |                                              | PML (N)                                      | 1er juin 2013                                | Fiche                                        | M                                            |
| Sind                           | Circonscription NA-204 (Larkana-I)            | Mohammad Ayaz Soomro                         |                                              | PPP                                          | 1er juin 2013                                | Fiche                                        | M                                            |
| Sind                           | Circonscription NA-205 (Larkana-II)           | Nazir Ahmed Bughio                           |                                              | PPP                                          | 1er juin 2013                                | Fiche                                        | M                                            |
| Sind                           | Circonscription NA-206 (Larkana-III)          | Mir Aamir Ali Khan Magsi                     |                                              | PPP                                          | 1er juin 2013                                | Fiche                                        | M                                            |
| Sind                           | Circonscription NA-207 (Larkana-IV)           | Faryal Talpur                                |                                              | PPP                                          | 1er juin 2013                                | Fiche                                        | F                                            |
| Sind                           | Circonscription NA-208 (Jacobabad-I)          | Aijaz Hussain Jakhrani                       |                                              | PPP                                          | 1er juin 2013                                | Fiche                                        | M                                            |
| Sind                           | Circonscription NA-209 (Jacobabad-II)         | Mir Shabbir Ali Bijarani                     |                                              | PPP                                          | 1er juin 2013                                | Fiche                                        | M                                            |
| Sind                           | Circonscription NA-210 (Jacobabad-III)        | Ehsan ur Rehman Mazari                       |                                              | PPP                                          | 1er juin 2013                                | Fiche                                        | M                                            |
| Sind                           | Circonscription NA-211 (Naushahro Feroze-I)   | Ghulam Murtaza Khan Jatoi                    |                                              | NPP                                          | 1er juin 2013                                | Fiche                                        | M                                            |
| Sind                           | Circonscription NA-212 (Naushahro Feroze-II)  | Asghar Ali Shah                              |                                              | PPP                                          | 1er juin 2013                                | Fiche                                        | M                                            |
| Sind                           | Circonscription NA-213 (Nawabshah-I)          | Azra Fazal Pechuho                           |                                              | PPP                                          | 1er juin 2013                                | Fiche                                        | F                                            |
| Sind                           | Circonscription NA-214 (Nawabshah-II)         | Syed Ghulam Mustafa Shah                     |                                              | PPP                                          | 1er juin 2013                                | Fiche                                        | M                                            |
| Sind                           | Circonscription NA-215 (Khairpur-I)           | Nawab Ali Wassan                             |                                              | PPP                                          | 1er juin 2013                                | Fiche                                        | M                                            |
| Sind                           | Circonscription NA-216 (Khairpur-II)          | Pir Sadaruddin Shah                          |                                              | PML (N)                                      | 1er juin 2013                                | Fiche                                        | M                                            |
| Sind                           | Circonscription NA-217 (Khairpur-III)         | Syed Kazim Ali Shah                          |                                              | PML (F)                                      | 1er juin 2013                                | Fiche                                        | M                                            |
| Sind                           | Circonscription NA-218 (Hyderabad-I)          | Makhdoom Amin Fahim                          |                                              | PPP                                          | 1er juin 2013                                | Fiche                                        | M                                            |
| Sind                           | Circonscription NA-219 (Hyderabad-II)         | Khalid Maqbool Siddiqui                      |                                              | MQM                                          | 1er juin 2013                                | Fiche                                        | M                                            |
| Sind                           | Circonscription NA-220 (Hyderabad-III)        | Syed Waseem Hussain                          |                                              | MQM                                          | 1er juin 2013                                | Fiche                                        | M                                            |
| Sind                           | Circonscription NA-221 (Hyderabad-IV)         | Syed Amir Ali Shah Jamote                    |                                              | PPP                                          | 1er juin 2013                                | Fiche                                        | M                                            |
| Sind                           | Circonscription NA-222 (Hyderabad-V)          | Naveed Qamar                                 |                                              | PPP                                          | 1er juin 2013                                | Fiche                                        | M                                            |
| Sind                           | Circonscription NA-223 (Hyderabad-VI)         | Abdul Sattar Bachani                         |                                              | PPP                                          | 1er juin 2013                                | Fiche                                        | M                                            |
| Sind                           | Circonscription NA-224 (Badin-I)              | Sardar Kamal Khan Chang                      |                                              | PPP                                          | 1er juin 2013                                | Fiche                                        | M                                            |
| Sind                           | Circonscription NA-225 (Badin-II)             | Fahmida Mirza                                |                                              | PPP                                          | 1er juin 2013                                | Fiche                                        | F                                            |
| Sind                           | Circonscription NA-226 (Mirpur Khas-I)        | Pir Shafqat Hussain Shah Jilani              |                                              | PPP                                          | 1er juin 2013                                | Fiche                                        | M                                            |
| Sind                           | Circonscription NA-227 (Mirpur Khas-II)       | Mir Munawar Ali Talpur                       |                                              | PPP                                          | 3 juin 2013                                  | Fiche                                        | M                                            |
| Sind                           | Circonscription NA-228 (Mirpur Khas-III)      | Nawab Muhammad Yousif Talpur                 |                                              | PPP                                          | 1er juin 2013                                | Fiche                                        | M                                            |
| Sind                           | Circonscription NA-229 (Tharparkar-I)         | Faqir Sher Muhammad Bilaiani                 |                                              | PPP                                          | 5 juin 2013                                  | Fiche                                        | M                                            |
| Sind                           | Circonscription NA-230 (Tharparkar-II)        | Pir Noor Muhammad Shah Jeelani               |                                              | PPP                                          | 5 juin 2013                                  | Fiche                                        | M                                            |
| Sind                           | Circonscription NA-231 (Dadu-I)               | Malik Asad Sikandar                          |                                              | PPP                                          | 1er juin 2013                                | Fiche                                        | M                                            |
| Sind                           | Circonscription NA-232 (Dadu-II)              | Rafiq Ahmed Jamali                           |                                              | PPP                                          | 1er juin 2013                                | Fiche                                        | M                                            |
| Sind                           | Circonscription NA-233 (Dadu-III)             | Imran Zafar Leghari                          |                                              | PPP                                          | 1er juin 2013                                | Fiche                                        | M                                            |
| Sind                           | Circonscription NA-234 (Sanghar-I)            | Pir Bux Junejo                               |                                              | PML (F)                                      | 1er juin 2013                                | Fiche                                        | M                                            |
| Sind                           | Circonscription NA-235 (Sanghar-II)           | Shazia Marri                                 |                                              | PPP                                          | 30 août 2013                                 | Fiche                                        | F                                            |
| Sind                           | Circonscription NA-236 (Sanghar-III)          | Roshan Din Junejo                            |                                              | PPP                                          | 3 juin 2013                                  | Fiche                                        | M                                            |
| Sind                           | Circonscription NA-237 (Thatta-I)             | Shamas un-Nisa                               |                                              | PPP                                          | 30 août 2013                                 | Fiche                                        | F                                            |
| Sind                           | Circonscription NA-238 (Thatta-II)            | Syed Ayaz Ali Shah Sheerazi                  |                                              | PML (N)                                      | 1er juin 2013                                | Fiche                                        | M                                            |
| Sind                           | Circonscription NA-239 (Karachi-I)            | Mohammad Salman Khan Baloch                  |                                              | MQM                                          | 1er juin 2013                                | Fiche                                        | M                                            |
| Sind                           | Circonscription NA-240 (Karachi-II)           | Sohail Mansoor Khawaja                       |                                              | MQM                                          | 1er juin 2013                                | Fiche                                        | M                                            |
| Sind                           | Circonscription NA-241 (Karachi-III)          | Syed A Iqbal Qadri                           |                                              | MQM                                          | 1er juin 2013                                | Fiche                                        | M                                            |
| Sind                           | Circonscription NA-242 (Karachi-IV)           | Mehboob Alam                                 |                                              | MQM                                          | 1er juin 2013                                | Fiche                                        | M                                            |
| Sind                           | Circonscription NA-243 (Karachi-V)            | Abdul Waseem                                 |                                              | MQM                                          | 1er juin 2013                                | Fiche                                        | M                                            |
| Sind                           | Circonscription NA-244 (Karachi-VI)           | Sheikh Salahuddin                            |                                              | MQM                                          | 1er juin 2013                                | Fiche                                        | M                                            |
| Sind                           | Circonscription NA-245 (Karachi-VII)          | Muhammad Rehan Hashmi                        |                                              | MQM                                          | 1er juin 2013                                | Fiche                                        | M                                            |
| Sind                           | Circonscription NA-246 (Karachi-VIII)         | Nabeel Gabol                                 |                                              | MQM                                          | 1er juin 2013                                | Fiche                                        | M                                            |
| Sind                           | Circonscription NA-247 (Karachi-IX)           | Sufyan Yousuf                                |                                              | MQM                                          | 1er juin 2013                                | Fiche                                        | M                                            |
| Sind                           | Circonscription NA-248 (Karachi-X)            | Shahjahan Baloch                             |                                              | PPP                                          | 1er juin 2013                                | Fiche                                        | M                                            |
| Sind                           | Circonscription NA-249 (Karachi-XI)           | Farooq Sattar                                |                                              | MQM                                          | 1er juin 2013                                | Fiche                                        | M                                            |
| Sind                           | Circonscription NA-250 (Karachi-XII)          | Arif ur Rehman Alvi                          |                                              | PTI                                          | 1er juin 2013                                | Fiche                                        | M                                            |
| Sind                           | Circonscription NA-251 (Karachi-XIII)         | Syed Ali Raza Abidi                          |                                              | MQM                                          | 1er juin 2013                                | Fiche                                        | M                                            |
| Sind                           | Circonscription NA-252 (Karachi-XIV)          | Abdul Rasheed Godil                          |                                              | MQM                                          | 1er juin 2013                                | Fiche                                        | M                                            |
| Sind                           | Circonscription NA-253 (Karachi-XV)           | Muhammad Muzammil Qureshi                    |                                              | MQM                                          | 1er juin 2013                                | Fiche                                        | M                                            |
| Sind                           | Circonscription NA-254 (Karachi-XVI)          | Muhammad Ali Rashid                          |                                              | MQM                                          | 16 septembre 2013                            | Fiche                                        | M                                            |
| Sind                           | Circonscription NA-255 (Karachi-XVII)         | Syed Asif Hasnain                            |                                              | MQM                                          | 1er juin 2013                                | Fiche                                        | M                                            |
| Sind                           | Circonscription NA-256 (Karachi-XVIII)        | Iqbal Muhammad Ali Khan                      |                                              | MQM                                          | 1er juin 2013                                | Fiche                                        | M                                            |
| Sind                           | Circonscription NA-257 (Karachi-XIX)          | Sajid Ahmed                                  |                                              | MQM                                          | 1er juin 2013                                | Fiche                                        | M                                            |
| Sind                           | Circonscription NA-258 (Karachi-XX)           | Abdul Hakeem Baloch                          |                                              | PML (N)                                      | 1er juin 2013                                | Fiche                                        | M                                            |
| Baloutchistan                  | Circonscription NA-259 (Quetta)               | Mehmood Khan Achakzai                        |                                              | PMAP                                         | 1er juin 2013                                | Fiche                                        | M                                            |
| Baloutchistan                  | Circonscription NA-260 (Quetta-cum-Chagai)    | Abdul Rahim Mandokhail                       |                                              | PMAP                                         | 1er juin 2013                                | Fiche                                        | M                                            |
| Baloutchistan                  | Circonscription NA-261 (Pishin-cum-Ziarat)    | Moulvi Agha Muhammad                         |                                              | JUI-F                                        | 19 décembre 2013                             | Fiche                                        | M                                            |
| Baloutchistan                  | Circonscription NA-262 (Killa Abdullah)       | Abdul Qahar Khan Wadan                       |                                              | PMAP                                         | 30 août 2013                                 | Fiche                                        | M                                            |
| Baloutchistan                  | Circonscription NA-263 (Loralai)              | Molana Ameer Zaman                           |                                              | JUI-F                                        | 1er juin 2013                                | Fiche                                        | M                                            |
| Baloutchistan                  | Circonscription NA-264 (Killa Saifullah)      | Moulana Mohammad Khan Sherani                |                                              | JUI-F                                        | 1er juin 2013                                | Fiche                                        | M                                            |
| Baloutchistan                  | Circonscription NA-265 (Dera Bugti)           | Mir Dostain Khan Domki                       |                                              | PML (N)                                      | 1er juin 2013                                | Fiche                                        | M                                            |
| Baloutchistan                  | Circonscription NA-266 (Nasirabad)            | Zafarullah Khan Jamali                       |                                              | PML (N)                                      | 1er juin 2013                                | Fiche                                        | M                                            |
| Baloutchistan                  | Circonscription NA-267 (Kachhi)               | Khalid Hussain Magsi                         |                                              | PML (N)                                      | 1er juin 2013                                | Fiche                                        | M                                            |
| Baloutchistan                  | Circonscription NA-268 (Mastung)              | Sardar Kamal Khan Bangulzai                  |                                              | NP                                           | 1er juin 2013                                | Fiche                                        | M                                            |
| Baloutchistan                  | Circonscription NA-269 (Khuzdar)              | Mulana Qamar ud Din                          |                                              | JUI-F                                        | 1er juin 2013                                | Fiche                                        | M                                            |
| Baloutchistan                  | Circonscription NA-270 (Lasbela)              | Jam Kamal Khan                               |                                              | PML (N)                                      | 1er juin 2013                                | Fiche                                        | M                                            |
| Baloutchistan                  | Circonscription NA-271 (Panjgur)              | Abdul Qadir Baloch                           |                                              | PML (N)                                      | 1er juin 2013                                | Fiche                                        | M                                            |
| Baloutchistan                  | Circonscription NA-272 (Gwadar)               | Sayed Essa Nori                              |                                              | BNP                                          | 13 août 2013                                 | Fiche                                        | M                                            |
| Khyber Pakhtunkhwa             | Siège réservé Femmes                          | Nafeesa Inayatullah Khan Khattak             |                                              | PTI                                          | 1er juin 2013                                | Fiche                                        | F                                            |
| Khyber Pakhtunkhwa             | Siège réservé Femmes                          | Mussarat Ahmadzeb                            |                                              | PTI                                          | 1er juin 2013                                | Fiche                                        | F                                            |
| Khyber Pakhtunkhwa             | Siège réservé Femmes                          | Sajida Begum                                 |                                              | PTI                                          | 1er juin 2013                                | Fiche                                        | F                                            |
| Khyber Pakhtunkhwa             | Siège réservé Femmes                          | Aaisha Gulalai                               |                                              | PTI                                          | 1er juin 2013                                | Fiche                                        | F                                            |
| Khyber Pakhtunkhwa             | Siège réservé Femmes                          | Shahida Akhtar Ali                           |                                              | JUI-F                                        | 1er juin 2013                                | Fiche                                        | F                                            |
| Khyber Pakhtunkhwa             | Siège réservé Femmes                          | Naeema Kishwar Khan                          |                                              | JUI-F                                        | 1er juin 2013                                | Fiche                                        | F                                            |
| Khyber Pakhtunkhwa             | Siège réservé Femmes                          | Begum Tahira Bukhari                         |                                              | PML (N)                                      | 1er juin 2013                                | Fiche                                        | F                                            |
| Khyber Pakhtunkhwa             | Siège réservé Femmes                          | M Aisha                                      |                                              | JI                                           | 1er juin 2013                                | Fiche                                        | F                                            |
| Pendjab                        | Siège réservé Femmes                          | Anusha Rahman                                |                                              | PML (N)                                      | 1er juin 2013                                | Fiche                                        | F                                            |
| Pendjab                        | Siège réservé Femmes                          | Zeb Jaffar                                   |                                              | PML (N)                                      | 1er juin 2013                                | Fiche                                        | F                                            |
| Pendjab                        | Siège réservé Femmes                          | Tahira Aurangzeb                             |                                              | PML (N)                                      | 1er juin 2013                                | Fiche                                        | F                                            |
| Pendjab                        | Siège réservé Femmes                          | Parveen Masood Bhatti                        |                                              | PML (N)                                      | 1er juin 2013                                | Fiche                                        | F                                            |
| Pendjab                        | Siège réservé Femmes                          | Ayesha Raza Farooq                           |                                              | PML (N)                                      | 1er juin 2013                                | Fiche                                        | F                                            |
| Pendjab                        | Siège réservé Femmes                          | Shaista Pervaiz                              |                                              | PML (N)                                      | 1er juin 2013                                | Fiche                                        | F                                            |
| Pendjab                        | Siège réservé Femmes                          | Nighat Parveen                               |                                              | PML (N)                                      | 1er juin 2013                                | Fiche                                        | F                                            |
| Pendjab                        | Siège réservé Femmes                          | Begum Majeeda Wyne                           |                                              | PML (N)                                      | 1er juin 2013                                | Fiche                                        | F                                            |
| Pendjab                        | Siège réservé Femmes                          | Khalida Mansoor                              |                                              | PML (N)                                      | 1er juin 2013                                | Fiche                                        | F                                            |
| Pendjab                        | Siège réservé Femmes                          | Asyia Naz Tanoli                             |                                              | PML (N)                                      | 1er juin 2013                                | Fiche                                        | F                                            |
| Pendjab                        | Siège réservé Femmes                          | Rida Khan                                    |                                              | PML (N)                                      | 1er juin 2013                                | Fiche                                        | F                                            |
| Pendjab                        | Siège réservé Femmes                          | Seema Mohiuddin Jameeli                      |                                              | PML (N)                                      | 1er juin 2013                                | Fiche                                        | F                                            |
| Pendjab                        | Siège réservé Femmes                          | Shahnaz Saleem Malik                         |                                              | PML (N)                                      | 1er juin 2013                                | Fiche                                        | F                                            |
| Pendjab                        | Siège réservé Femmes                          | Leila Khan                                   |                                              | PML (N)                                      | 1er juin 2013                                | Fiche                                        | F                                            |
| Pendjab                        | Siège réservé Femmes                          | Arifa Khalid Parvez                          |                                              | PML (N)                                      | 1er juin 2013                                | Fiche                                        | F                                            |
| Pendjab                        | Siège réservé Femmes                          | Surriya Asghar                               |                                              | PML (N)                                      | 1er juin 2013                                | Fiche                                        | F                                            |
| Pendjab                        | Siège réservé Femmes                          | Shazadi Umarzadi Tiwana                      |                                              | PML (N)                                      | 1er juin 2013                                | Fiche                                        | F                                            |
| Pendjab                        | Siège réservé Femmes                          | Maiza Hameed                                 |                                              | PML (N)                                      | 1er juin 2013                                | Fiche                                        | F                                            |
| Pendjab                        | Siège réservé Femmes                          | Farhana Qamar                                |                                              | PML (N)                                      | 1er juin 2013                                | Fiche                                        | F                                            |
| Pendjab                        | Siège réservé Femmes                          | Shaheen Shafiq                               |                                              | PML (N)                                      | 1er juin 2013                                | Fiche                                        | F                                            |
| Pendjab                        | Siège réservé Femmes                          | Iffat Liaqat                                 |                                              | PML (N)                                      | 1er juin 2013                                | Fiche                                        | F                                            |
| Pendjab                        | Siège réservé Femmes                          | Shazia Ashfaq Mattu                          |                                              | PML (N)                                      | 1er juin 2013                                | Fiche                                        | F                                            |
| Pendjab                        | Siège réservé Femmes                          | Romina Khurshid Alam                         |                                              | PML (N)                                      | 1er juin 2013                                | Fiche                                        | F                                            |
| Pendjab                        | Siège réservé Femmes                          | Zahra Wadood Fatemi                          |                                              | PML (N)                                      | 3 juin 2013                                  | Fiche                                        | F                                            |
| Pendjab                        | Siège réservé Femmes                          | Asma Mamdot                                  |                                              | PML (N)                                      | 3 juin 2013                                  | Fiche                                        | F                                            |
| Pendjab                        | Siège réservé Femmes                          | Marriyum Aurangzeb                           |                                              | PML (N)                                      | 3 juin 2013                                  | Fiche                                        | F                                            |
| Pendjab                        | Siège réservé Femmes                          | Sabiha Nazir                                 |                                              | PML (N)                                      | 3 juin 2013                                  | Fiche                                        | F                                            |
| Pendjab                        | Siège réservé Femmes                          | Amra Khan                                    |                                              | PML (N)                                      | 3 juin 2013                                  | Fiche                                        | F                                            |
| Pendjab                        | Siège réservé Femmes                          | Phyllis Azeem                                |                                              | PML (N)                                      | 3 juin 2013                                  | Fiche                                        | F                                            |
| Pendjab                        | Siège réservé Femmes                          | Shaza Fatima Khawaja                         |                                              | PML (N)                                      | 3 juin 2013                                  | Fiche                                        | F                                            |
| Pendjab                        | Siège réservé Femmes                          | Tahmina Daultana                             |                                              | PML (N)                                      | 3 juin 2013                                  | Fiche                                        | F                                            |
| Pendjab                        | Siège réservé Femmes                          | Shireen Mehrunnisa Mazari                    |                                              | PTI                                          | 1er juin 2013                                | Fiche                                        | F                                            |
| Pendjab                        | Siège réservé Femmes                          | Munaza Hassan                                |                                              | PTI                                          | 1er juin 2013                                | Fiche                                        | F                                            |
| Pendjab                        | Siège réservé Femmes                          | Belum Hasnain                                |                                              | PPP                                          | 5 juin 2013                                  | Fiche                                        | F                                            |
| Pendjab                        | Siège réservé Femmes                          | Shakila Luqman                               |                                              | PML (N)                                      | 27 juin 2013                                 | Fiche                                        | F                                            |
| Sind                           | Siège réservé Femmes                          | Fouzia Hameed                                |                                              | MQM                                          | 4 août 2014                                  | Fiche                                        | F                                            |
| Sind                           | Siège réservé Femmes                          | Shagufta Jumani                              |                                              | PPP                                          | 3 juin 2013                                  | Fiche                                        | F                                            |
| Sind                           | Siège réservé Femmes                          | Nafisa Shah                                  |                                              | PPP                                          | 3 juin 2013                                  | Fiche                                        | F                                            |
| Sind                           | Siège réservé Femmes                          | Suraiya Jatoi                                |                                              | PPP                                          | 16 septembre 2013                            | Fiche                                        | F                                            |
| Sind                           | Siège réservé Femmes                          | Mahreen Razaque Bhutto                       |                                              | PPP                                          | 1er juin 2013                                | Fiche                                        | F                                            |
| Sind                           | Siège réservé Femmes                          | Alizeh Iqbal Haider                          |                                              | PPP                                          | 1er juin 2013                                | Fiche                                        | F                                            |
| Sind                           | Siège réservé Femmes                          | Musarat Rafique Mahesar                      |                                              | PPP                                          | 1er juin 2013                                | Fiche                                        | F                                            |
| Sind                           | Siège réservé Femmes                          | Shahida Rehmani                              |                                              | PPP                                          | 3 juin 2013                                  | Fiche                                        | F                                            |
| Sind                           | Siège réservé Femmes                          | Kishwer Zehra                                |                                              | MQM                                          | 1er juin 2013                                | Fiche                                        | F                                            |
| Sind                           | Siège réservé Femmes                          | Saman Sultana Jafri                          |                                              | MQM                                          | 1er juin 2013                                | Fiche                                        | F                                            |
| Sind                           | Siège réservé Femmes                          | Nikhat Shakeel Khan                          |                                              | MQM                                          | 1er juin 2013                                | Fiche                                        | F                                            |
| Sind                           | Siège réservé Femmes                          | Reeta Ishwar                                 |                                              | PML (F)                                      | 1er juin 2013                                | Fiche                                        | F                                            |
| Sind                           | Siège réservé Femmes                          | M Shahjehan                                  |                                              | NPP                                          | 1er juin 2013                                | Fiche                                        | F                                            |
| Sind                           | Siège réservé Femmes                          | Marvi Memon                                  |                                              | PML (N)                                      | 1er juin 2013                                | Fiche                                        | F                                            |
| Baloutchistan                  | Siège réservé Femmes                          | Kiran Haider                                 |                                              | PML (N)                                      | 1er juin 2013                                | Fiche                                        | F                                            |
| Baloutchistan                  | Siège réservé Femmes                          | M Naseema                                    |                                              | PMAP                                         | 1er juin 2013                                | Fiche                                        | F                                            |
| Baloutchistan                  | Siège réservé Femmes                          | Aliya Kamran                                 |                                              | JUI-F                                        | 1er juin 2013                                | Fiche                                        | F                                            |
| National                       | Siège réservé Minorité religieuse             | Dr Darshan                                   |                                              | PML (N)                                      | 1er juin 2013                                | Fiche                                        | M                                            |
| National                       | Siège réservé Minorité religieuse             | Ramesh Kumar Vankwani                        |                                              | PML (N)                                      | 1er juin 2013                                | Fiche                                        | M                                            |
| National                       | Siège réservé Minorité religieuse             | Bhawan Das                                   |                                              | PML (N)                                      | 1er juin 2013                                | Fiche                                        | M                                            |
| National                       | Siège réservé Minorité religieuse             | Isphanyar M. Bhandara                        |                                              | PML (N)                                      | 1er juin 2013                                | Fiche                                        | M                                            |
| National                       | Siège réservé Minorité religieuse             | Tariq Christopher Qaiser                     |                                              | PML (N)                                      | 1er juin 2013                                | Fiche                                        | M                                            |
| National                       | Siège réservé Minorité religieuse             | Khalil George                                |                                              | PML (N)                                      | 1er juin 2013                                | Fiche                                        | M                                            |
| National                       | Siège réservé Minorité religieuse             | Ramesh Lal                                   |                                              | PPP                                          | 1er juin 2013                                | Fiche                                        | M                                            |
| National                       | Siège réservé Minorité religieuse             | Lal Chand Malhi                              |                                              | PTI                                          | 3 juin 2013                                  | Fiche                                        | M                                            |
| National                       | Siège réservé Minorité religieuse             | Sanjay Perwani                               |                                              | MQM                                          | 1er juin 2013                                | Fiche                                        | M                                            |
| National                       | Siège réservé Minorité religieuse             | Aasiya Nasir                                 |                                              | JUI-F                                        | 1er juin 2013                                | Fiche                                        | F                                            |